# Schloss Wewer

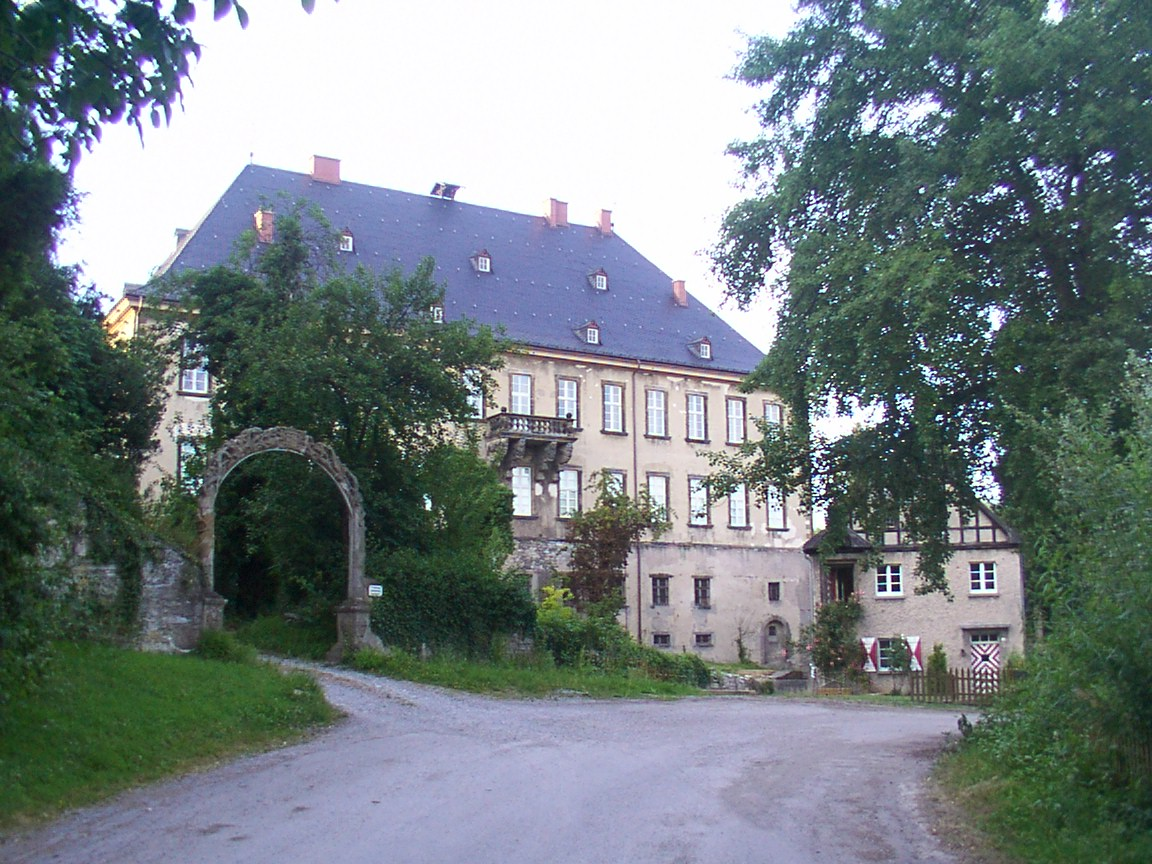
Das Herrenhaus von Schloss Wewer, Ansicht von Südwesten

Das Schloss Wewer gehört zu einem ehemaligen Rittergut am Rande des Paderborner Stadtteils Wewer in Nordrhein-Westfalen. Die Schlossanlage besteht aus mehreren Gebäuden verschiedenen Datums und wurde im 19. Jahrhundert als Wewer II bezeichnet, um es von dem Besitz Wewer I mit der Alten Burg Wewer zu unterscheiden. 1838 wurden die beiden Güter durch den Freiherrn Friedrich Carl von und zu Brenken zu einem Besitz vereint.
Das Schloss steht seit dem 26. Juni 1985 als Baudenkmal unter Denkmalschutz. Alle Gebäude des Anwesens werden heute privat genutzt, sie können nicht besichtigt werden. Von der Straße ist das Areal aber einsehbar.

## Geschichte

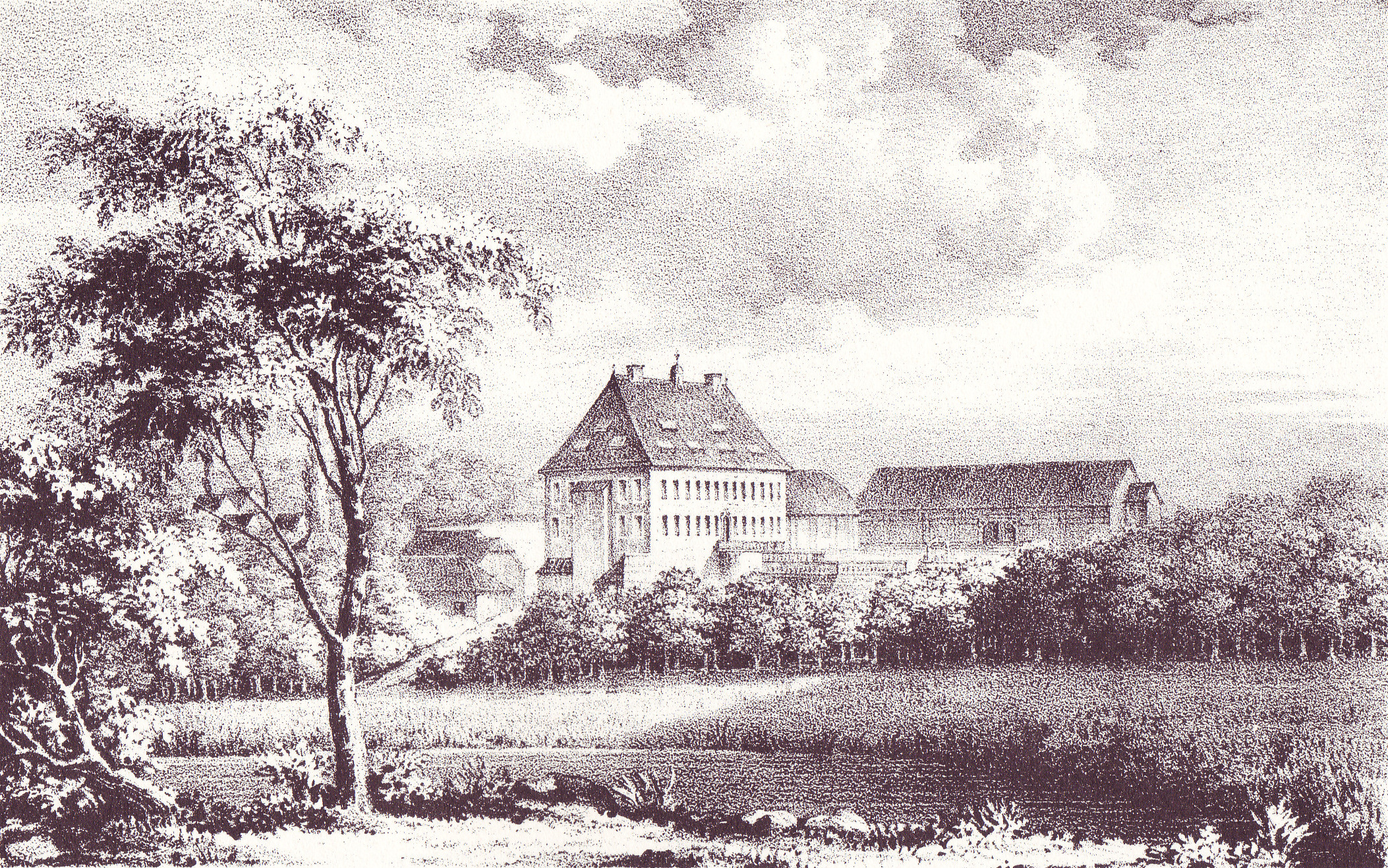
Abbildung des Schlosses aus der Zeit um 1837–1840

Ein Gut in Wewer gehörte zu den frühen Besitzungen des Hochstifts Paderborn, eine dortige villa findet schon im 11. Jahrhundert urkundliche Erwähnung. Im Hochmittelalter nannte sich ein Ministerialengeschlecht nach seinem in Wewer vorhandenen Besitz, denn im Jahr 1189 wurde ein Suetherus von Wewer urkundlich genannt. Daneben gab es in Wewer die Familie von Clostere.
1429 waren die Herren von Wewer Besitzer des Gutes. 1449 belehnte das Paderborner Domkapitel Arnold von Imbsen mit dem Anwesen. Um die Wende vom 15. zum 16. Jahrhundert waren die Brüder Cordt und Johann gemeinschaftliche Besitzer. Johann verkaufte seinen Teil 1519 an den Ritter Reinhard von Brenken, der zuvor Cordts Tochter Anna geheiratet und seinen Wohnsitz nach Wewer verlegt hatte.  Obwohl Anna Cordts Erbtochter war, kam dessen Hälfte an Wewer nicht an die Familie ihres Mannes, denn nach dem Tod seiner ersten Frau heiratete Cordt ein zweites Mal. Aus dieser Verbindung ging der Sohn Melchisedech hervor, dem er seinen Anteil am Lehen (Wewer I.) vererbte. Fortan wurden beiden Hälften des Amtes Wewer als zwei getrennte Rittergüter geführt. Die Familie von Imbsen ließ sich in der Zeit von 1684 bis 1686 auf ihrem Anteil (Wewer II) anstelle ihrer abgerissenen   Burg ein Schloss als repräsentativen Wohnsitz errichten.

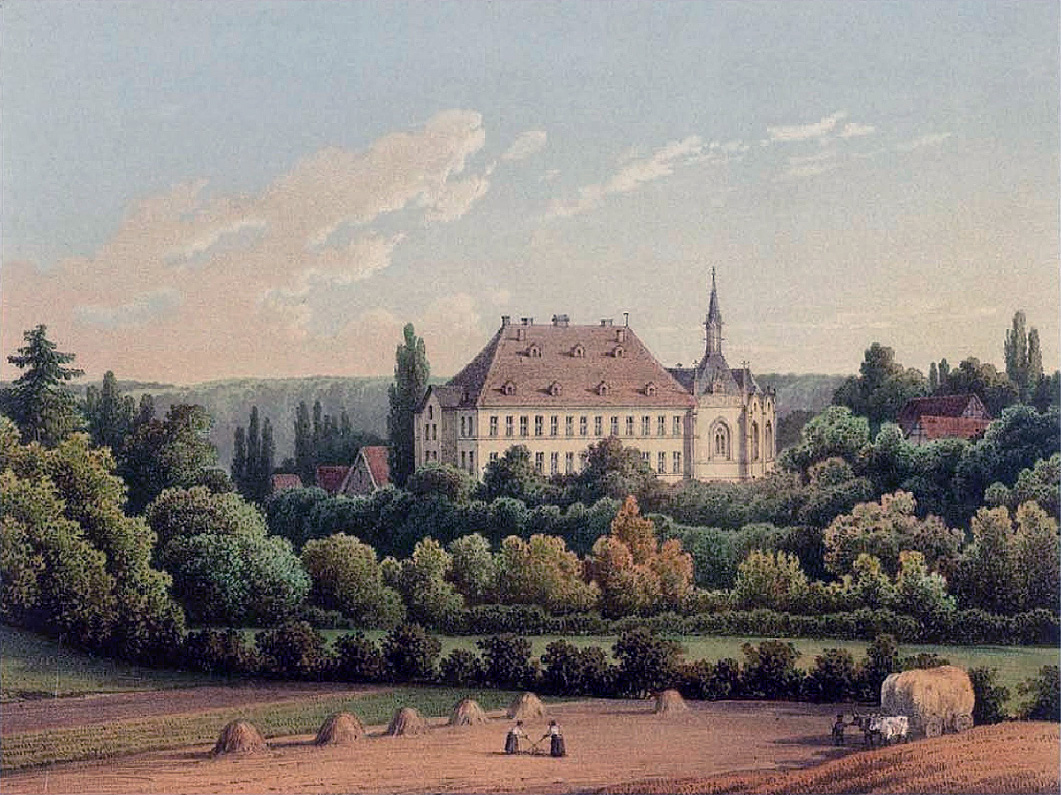
Lithografie des Schlosses aus der Zeit um 1863

Am 12./13.07.1813 übernachtete in Schloss Wewer die mit der Eigentümerfamilie verwandte Dichterin Annette von Droste-Hülshoff, von der dort frühe Gedichte gefunden wurden, mit ihrer Mutter und ihren Geschwistern. Die Familie von Brenken zu Wewer erlosch im Jahre 1817. Ihr Erbe war der Freiherr Franz Joseph von und zu Brenken zu Erpernburg. Als die Familie von Imbsen mit dem Tod Wilhelm Anton von Imbsens am 28. April 1833 ebenfalls im Mannesstamm ausstarb, ging ihr verschuldeter Besitz an die Töchter und stand zum Verkauf. Friedrich Carl von und zu Brenken, Franz Josephs Sohn, ergriff die Gelegenheit und erwarb am 6. Februar 1838 von den Erbinnen auch Wewer II mit dem Schloss, womit der Besitz wieder in einer Hand vereint war. Das Archiv des Hauses kam durch die Heirat Sophia von Imbsens im Jahr 1842 an die Familie ihres Mannes Friedrich Ludolf von Landsberg-Velen. Es befindet sich heute als Depositum im Landesarchiv NRW Abteilung Westfalen (ehemals Staatsarchiv Münster).
Als Eigentümer der beiden Adelssitze folgten auf Friedrich Carl von und zu Brenken nacheinander seine Söhne Max und Dietrich sowie dessen Sohn Reinhard. Dieser vererbte Schloss Wewer an seine Tochter Juliana von Brenken-Papen, während die Alte Burg an Isa Freifrau von Elverfeldt kam. Im 20. Jahrhundert wurde die Alte Burg zeitweise als Rentei des Gutes genutzt.

## Beschreibung

Lageplan des Schlosses mit der ehemaligen Rentei und Zehntscheune

Die Anlage besteht aus dem barocken Herrenhaus, Wirtschaftsgebäuden und einer Mühle sowie einem Schlosspark.

### Architektur
Mittelpunkt der heutigen Anlage ist ein zweigeschossiges Herrenhaus aus der Zeit des Barocks. Es ist durch Fenster in 13 Achsen unterteilt und besitzt ein hohes Walmdach mit kleinen Gauben, dessen ursprünglicher Dachreiter jedoch nicht mehr erhalten ist. Das Portal an der Nordseite ist von zwei Säulen flankiert und wird von einem Wappenrelief und einer Inschrift mit der in einem Chronogramm enthaltenen Jahreszahl 1686 bekrönt. An der Nordwestecke schließt sich dem Gebäude eine neugotische Schlosskapelle des Paderborner Dombaumeisters Arnold Güldenpfennig aus dem Jahr 1862 an. Westlich des Herrenhauses steht das Torgebäude von 1867. Die übrigen Ökonomiegebäude des Anwesens sind jüngeren Datums.

### Schlosspark
Nordöstlich des Herrenhauses liegt ein rund 9,6 Hektar großer Landschaftsgarten, der im Osten von der Alme und im Westen von der Kreisstraße 37 begrenzt wird. Er wurde im Zuge von baulichen Veränderungen des Ritterguts um das Jahr 1860 anstelle eines barocken Parterregartens angelegt. Die Grundstruktur des 19. Jahrhunderts ist größtenteils noch erhalten, das verzweigte System von geschlängelten Gartenwegen existiert indes nicht mehr. Einige andere Gartenelemente, wie zum Beispiel ein Brunnen und eine Grotte, sind nur noch fragmentarisch erhalten.